# Operă națională
Operă națională este o operă literară scrisă de Ion Luca Caragiale. 